# Pleurospermum rupestre
Pleurospermum rupestre là một loài thực vật có hoa trong họ Hoa tán. Loài này được (Popov) K.T. Fu & Y.C. Ho miêu tả khoa học đầu tiên năm 1979.